# Johanitská komenda (Paříž)
Johanitská komenda (francouzsky Prieuré hospitalier de Saint-Jean de Latran neboli převorství rytířů špitálu svatého Jana Lateránského) je bývalá komenda maltézského řádu v Paříži ve 14. obvodu v prostoru dnešní Rue de Latran. Budovy kláštera byly zbořeny v polovině 19. století během urbanistických operací.

## Název
Nejstarší označení užívané v listinách zní L'Hospital (tj. špitál), od 14. století se nazýval maison de L'Hospital ancien (starý nemocniční dům), aby se odlišil od nového sídla francouzských převorů, které bylo založeno v Maison du Temple. Není znám důvod, proč se nazývalo Převorství svatého Jana Lateránského.

## Historie
Doba vzniku komendy není přesně známa, byla založena před rokem 1130 na severní straně dnešní Rue Saint-Jean-de-Latran. První písemná zmínka z roku 1171 je listina pařížského biskupa Mauriceho, dle které bratři Philippe a Mathieu prodali řádovým rytířům Jocelinovi a Gérardovi ze zdejší komendy L'Hospital pozemky, poddané a vrchnostenské soudnictví v Bièvre za roční daň ve výši dvou solů a 40 livrů.
V roce 1175 darovací listinou Robert d'Arpenty postoupil mnichu Gérardovi pozemky v La Norville. V roce 1176 bratr Gautier přijal rentu 50 solů, kterou věnoval Étienne de Meudon při svém odjezdu do Svaté země. V roce 1189 bratr Garnier z Neapole, převor Francie a Anglie, přenechal dům nacházející se za Grand-Pont výměnou za roční rentu sedm livrů Guillaumovi a jeho manželce Mesendre z Bagneux.
Garnier z Neapole měl dva zástupce pro záležitosti řádu, bratra Jacquese a bratra Anselma. V roce 1191 udělil Guillaume des Barres bratru Anselmovi, který se stal převorem, pozemek se stodolou u Notre-Dame-des-Champs.
Ohrazené území kláštera tvořilo malou farnost skládající se z domů pronajímaných řemeslníkům, kteří mohli vykonávat svá řemesla i bez členství v cechu.
Součástí komendy byla věž postavená ve 12. a 13. století a kostel z 12. století zasvěcený sv. Janu Křtiteli, jehož apsida byla přestavěna v 16. století a který byl farním kostelem zdejších obyvatel, sídlem řádových bratří a domem velitele.
Ve 13. století vlastnili johanité opatství Saint-Denis prostřednictvím panství Aubervilliers. Listina z roku 1317 dokazuje, že francouzský převor a opat v Saint-Denis sdíleli vrchnostenská práva. V roce 1689 postoupil klášter tuto část panství poradci velké královské rady panu de Montholonovi za roční příjem 75 livrů.
Kromě toho vlastnilo převorství také rozsáhlé území nacházející se jižně od Paříže, které bylo do revoluce ohraničeno na východě řekou Bièvre, na severu dnešními ulicemi Boulevard de Port-Royal a Rue des Lyonnais, na západě bulvárem Saint-Michel a Avenue Jean-Moulin.
Řád měl také komendy v několika lokalitách v okolí Paříže - v Saclay, Les Loges, Marcoussis a Le Déluge, Chauffour, Cuiry, Bagneux, Issy, Romainville, Fontenay a La Norville. Dvě nejdůležitější léna se nacházela kolem současného bulváru de Port-Royal a mezi současnou Rue de la Tombe-Issoire a Avenue du Général-Leclerc.

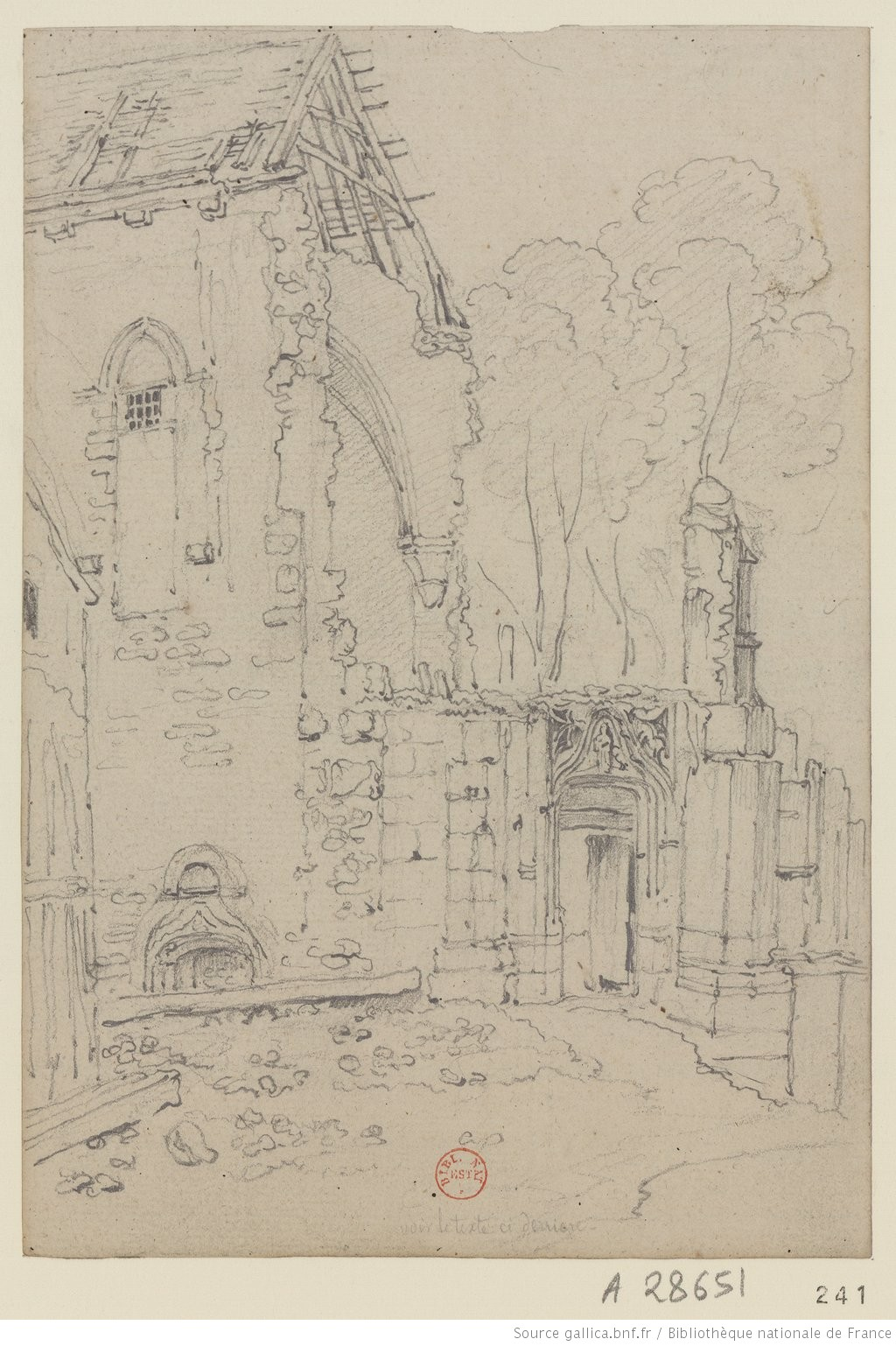
Kostel

Během revoluce byl řád vyhnán a majetek johanitů zabaven. Budovy byly prodány jako národní majetek v roce 1792. Věž používal v letech 1796-1798 Xavier Bichat pro své lekce anatomie.
Kostel byl částečně zbořen v roce 1823. Stodola, která se nacházela v prostoru Place Marcellin-Berthelot, zmizela ve 30. letech 19. století. Velká část budov staré komendy zůstala do roku 1850. Tyto stavby byly v následujících letech zbourány. Věž byla zbořena v roce 1854 pro otevření Rue des Écoles. Vytvoření Rue Thénard a Rue de Latran vedlo v roce 1860 ke zničení kaple Notre-Dame de Bonne Nouvelle a v roce 1864 ke stržení posledních pozůstatků kostela.
Náhrobek převora Jacquese de Souvré (1600-1670), který zhotovil François Anguier, je uchován v Louvru a fragmenty věže jsou uloženy v muzeu Cluny.